# Pädagogische Hochschule Heidelberg

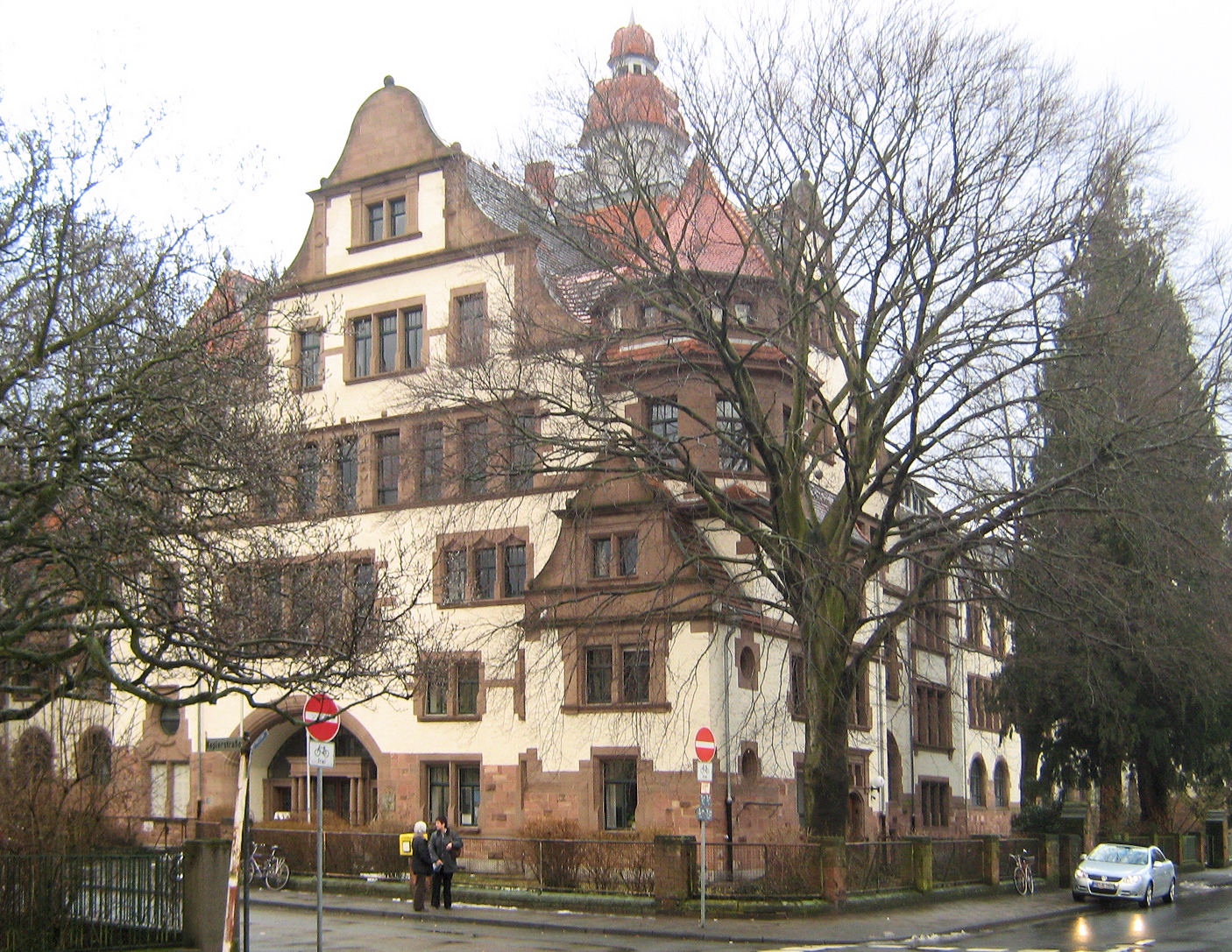
Altbau und Hauptsitz der Pädagogischen Hochschule Heidelberg an der Keplerstraße

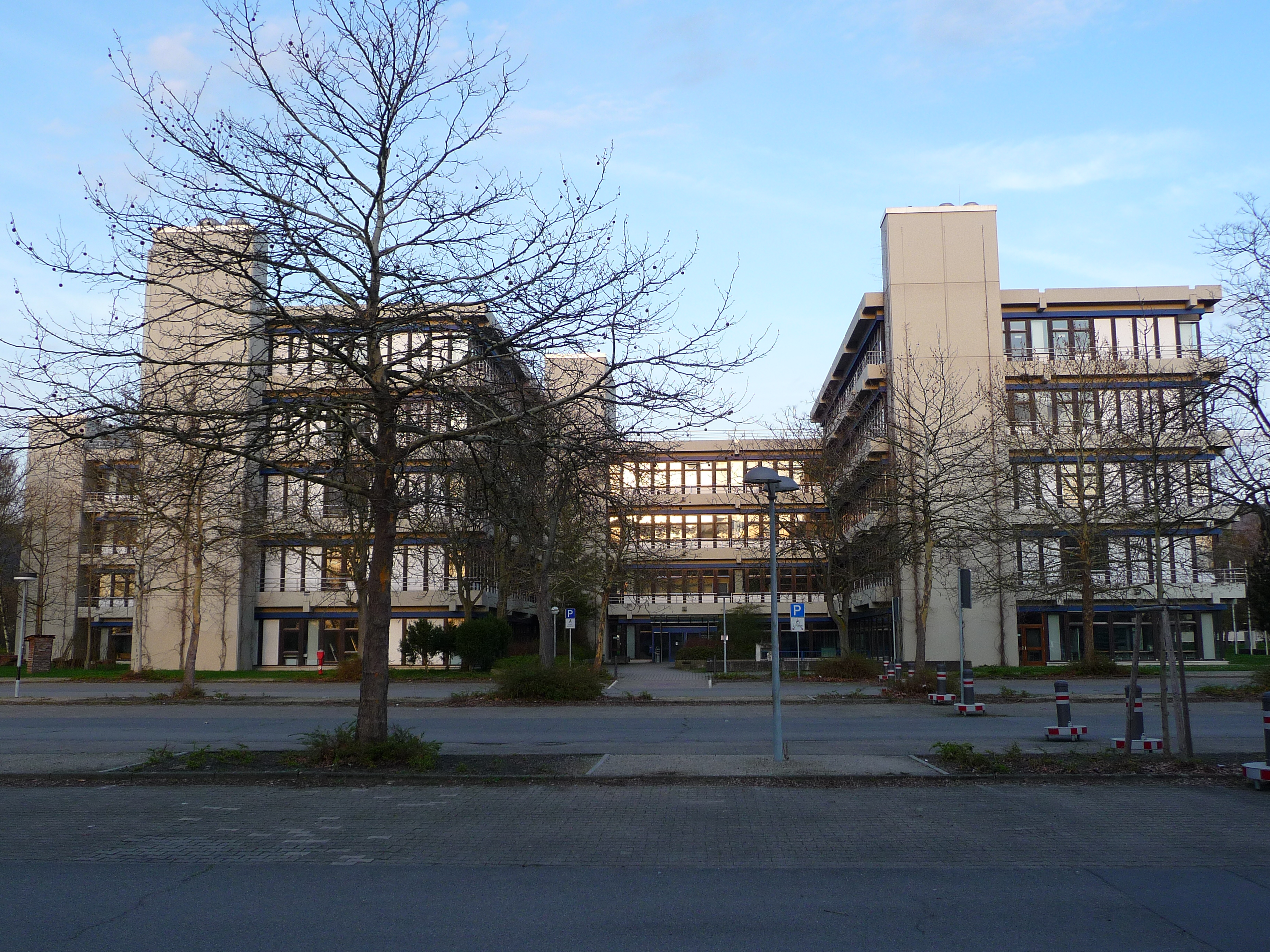
Neubau im Neuenheimer Feld

Die Pädagogische Hochschule Heidelberg ist eine bildungswissenschaftliche Hochschule universitären Profils. Sie ist spezialisiert auf Lehre, Forschung und Wissenstransfer in den Bildungswissenschaften, in den Fachwissenschaften und -didaktiken der Unterrichtsfächer der allgemeinbildenden Schulen, in der beruflichen Bildung, in der Sonderpädagogik sowie auf den Kompetenzfeldern Frühe Bildung, Gesundheit, Medienbildung, wissenschaftliche Weiterbildung und Lebenslanges Lernen.
Die lehramtsbezogenen Bachelor- und Master-Studiengänge im Primar- und Sekundarbereich sowie in der Sonderpädagogik bilden den Kern ihres Studienangebots. Sie gestaltet zudem zusammen mit der Universität Heidelberg im Rahmen der Heidelberg School of Education (HSE) einen gemeinsamen lehramtsbezogenen Masterstudiengang mit den Profilen Sekundarstufe I und Gymnasium.
Die Hochschule bietet ein Promotionsprogramm sowie postgraduale Qualifikationen, wie zum Beispiel die Habilitation bzw. die Juniorprofessur, an.
Die Pädagogische Hochschule Heidelberg ist eine der sechs Pädagogischen Hochschulen in Baden-Württemberg. Die anderen Pädagogischen Hochschulen befinden sich in Karlsruhe, Freiburg, Ludwigsburg, Weingarten und Schwäbisch Gmünd.

## Fakultäten
Die Pädagogische Hochschule Heidelberg gliedert sich in drei Fakultäten mit folgenden Instituten und Abteilungen:
Fakultät für Erziehungs- und Sozialwissenschaften (Fakultät I):
- Institut für Erziehungswissenschaft (Allgemeine Pädagogik, Schulpädagogik)
- Institut für Psychologie
- Institut für Sonderpädagogik
- Institut für Sachunterricht (fakultätsübergreifendes Institut mit Fakultät III)
- Department für Soziologie

Fakultät für Kultur- und Geisteswissenschaften (Fakultät II):
- Institut für deutsche Sprache und Literatur (Deutsch, Sprecherziehung, Spiel- und Theaterpädagogik)
- Institut für Fremdsprachen (Englisch, Französisch)
- Institut für Kunst, Kultur und Medien (Ästhetische Bildung, Kunst, Medienpädagogik, Mediendidaktik, Musik)
- Institut für Philosophie und Theologie (Philosophie / Ethik, Evangelische Theologie / Religionspädagogik, katholische Theologie / Religionspädagogik)

Fakultät für Natur- und Gesellschaftswissenschaften (Fakultät III):
- Institut für Naturwissenschaften, Geographie und Technik (Biologie, Chemie, Geographie, Physik, Technik)
- Institut für Gesellschaftswissenschaften (Alltagskultur und Gesundheit, Geschichte, Politikwissenschaft, Soziologie, Sportwissenschaft / Sportpädagogik)
- Institut für Mathematik und Informatik
- Institut für Sachunterricht (fakultätsübergreifendes Institut mit Fakultät I)

## Studiengänge
Lehramtsbezogene Studiengänge
- B.A. Bildung im Primarbereich (Bezug Lehramt Grundschule)
- B.A. Bildung im Sekundarbereich (Bezug Lehramt Sekundarstufe I)
- B.A. Sonderpädagogik (Bezug Lehramt Sonderpädagogik)
- M. Ed. Lehramt Grundschule
- M. Ed. Lehramt Sekundarstufe I bzw. Lehramt Gymnasium (in Kooperation mit der Universität Heidelberg)
- M. Ed. Lehramt Sonderpädagogik

Bildungswissenschaftliche Studiengänge
- B.A. Frühkindliche und Elementarbildung (FELBI)
- B.A. Gebärdensprachdolmetschen (GDS)
- B.A. Prävention und Gesundheitsförderung (GEFÖ)
- M.A. E-Learning und Medienbildung (ELMEB 21)
- M.A. Bildungswissenschaften mit den Profilen (1) Außerschulische Erziehung und Bildung im Kontext gesellschaftlicher Heterogenität, (2) Bildungsprozesse in früher Kindheit und im Elementarbereich und (3) Inklusion in sonderpädagogischen Handlungsfeldern: Wohnen, Arbeit, Freizeit
- M.A. Kommunale Gesundheitsförderung
- M. Sc. Elektro- und Informationstechnik für das höhere Lehramt an beruflichen Schulen (Ingenieurpädagogik)
- Master of Education Aufbau Lehramt Sonderpädagogik
- Aufbaustudiengang Lehramt Sonderpädagogik (horizontaler Laufbahnwechsel)

Erweiterungsstudium besonderer Erweiterungsfächer und Kontaktstudien:
- Theaterpädagogik
- Ästhetische Bildung
- Informatische Bildung in der Schule
- Taubblinden-/Hörsehbehindertenpädagogik
- Low Vision in Pädagogischen Arbeitsfeldern
- Inklusive Pädagogik bei Schülerinnen und Schülern mit Blindheit oder Sehbehinderung – Beratung und Unterstützung in inklusiven Kontexten
- Deutsch als Fremdsprache / Deutsch als Zweitsprache (DaF/DaZ)

## Arbeitsstellen und Kompetenzzentren
Folgende Einrichtungen sind Teil der Pädagogischen Hochschule Heidelberg:
- Annelie-Wellensiek-Zentrum für Inklusive Bildung (AW-ZIB)
- Center for International Teacher Education (CITE)
- Graduate School
- Heidelberger Zentrum Bildung für nachhaltige Entwicklung (BNE-Zentrum)
- Heidelberger Zentrum für Migrationsforschung und transkulturelle Pädagogik (Hei-MaT)
- Heidelberger Zentrum für Prävention und Gesundheitsförderung
- Heidelberg School of Education
- Ökogarten – Garten der Vielfalt
- Professional School
- Servicestelle Forschungsmethoden
- Transferzentrum
- Research Group for Earth Observation (rgeo)
- GIS-Station: Fortbildungseinrichtung und Lernort zur Nutzung digitaler Geomedien
- UNESCO-Chair on World Heritage and Biosphere Reserve Observation and Education

Ein An-Institut der Pädagogischen Hochschule Heidelberg ist die
- Forscherstation: Klaus-Tschira-Kompetenzzentrum für frühe naturwissenschaftliche Bildung

## Geschichte

### Gründung der Pädagogischen Hochschule Heidelberg am 10. Mai 1962
Einem akuten Lehrermangel nach dem Zweiten Weltkrieg wurde mit einjährigen Kurzlehrgängen zur Ausbildung von Lehrerinnen und Lehrern begegnet: In Heidelberg und Karlsruhe wurden zweijährige Ausbildungskurse für Abiturienten eingerichtet, die mit der Gründung des Landes Baden-Württemberg 1952 landesweit in „Pädagogische Institute“ umbenannt wurden. Im Juli 1958 stellte das „Gesetz über die Ausbildung der Volksschullehrer“ in Baden-Württemberg die Weichen für die Gründung eigenständiger Pädagogischer Hochschulen, welche wissenschaftliche Forschung und Lehre mit den Anforderungen der Schulpraxis verbinden sollte.
Die Pädagogische Hochschule Heidelberg, zu deren Mitbegründern etwa der Soziologe und Pädagoge Ernst M. Wallner gehörte, wurde am 10. Mai 1962 mit einem Festakt eröffnet. Das „Gesetz über die Rechtsstellung der Pädagogischen Hochschulen und der Berufspädagogischen Hochschulen“ vom 26. Juli 1971 (PH-Statusgesetz) erkannte den Pädagogischen Hochschulen in Baden-Württemberg den Status von wissenschaftlichen Hochschulen zu. Sie sollten wie die Universitäten „frei in Forschung und Lehre“ arbeiten können und waren nicht länger konfessionell gebunden.

### Erweiterung durch Bildungsexpansion
Im Zuge der Bildungsexpansion der 1960er Jahre wurden der Pädagogischen Hochschule Heidelberg weitere Bereiche angegliedert: so die Reallehrerausbildung (1968) und die der Sonderschullehrer (1962–1968). Die Einrichtung des Studiengangs Diplompädagogik mit den Schwerpunkten Schulpädagogik und Sonderpädagogik erfolgte 1973. Die Zahl der überwiegend weiblichen Studierenden stieg beträchtlich (von 711 im Jahr 1963 auf 3.350 im Wintersemester 1975/76). Das machte eine größere Zahl an Lehrpersonen, den Neubau sowie die Anmietung von Gebäuden in den siebziger Jahren erforderlich. Mittlerweile weist die Hochschule 14 Standorte im Heidelberger Stadtgebiet auf (Stand 2019).

### Gleichstellung mit Universitäten
1977 stellte das „Gesetz über die Pädagogischen Hochschulen im Lande Baden-Württemberg“ den Ausbau der Pädagogischen Hochschule Heidelberg zur wissenschaftlichen Hochschule auf eine sichere Grundlage. Damit war auch die Verleihung des eingeschränkten Promotionsrechtes verbunden (seit 1987 uneingeschränkt). 1995 trat das „Gesetz über die Pädagogischen Hochschulen“ in Kraft: Es gesteht den Pädagogischen Hochschulen den gleichen wissenschaftlichen Charakter in Forschung und Lehre zu wie den Universitäten. Die Hochschule erhielt zunächst das eingeschränkte Habilitationsrecht. Durch das neue Landeshochschulgesetz Baden-Württemberg aus dem Jahre 2005 erhielten die Pädagogischen Hochschulen das uneingeschränkte Habilitationsrecht, sie sind „bildungswissenschaftliche Hochschulen universitären Profils“.

### Rektoren
Vorseminar
- Adolf Soiné, 1904–1908

Lehrerseminar/Lehrerbildungsanstalt (ab 1928, aufgelöst 1932)
- Karl Sieber, 1908–1919
- Josef Henkes, Seminardirektor, 1919–1925
- Reinhard Fischer, 1926–1932

Nach 1945
- Hermann Schück, Direktor der Lehrerbildungsanstalt 1945–1952
- Artur Kern, Direktor der Lehrerbildungsanstalt (i. V.) 1952–1954
- Karl Kindt, Philosoph, Theologe, Leiter des Pädagogischen Instituts 1954–1959
- Karl Kollnig, Pädagoge, Leiter des Pädagogischen Instituts (i. V.) 1960–1962
- Heinz-Horst Schrey, Theologe, erster Rektor der Hochschule, Amtszeit 1962–1965
- Karl Kollnig, Pädagoge, Amtszeit 1965–1971
- Klaus Engelhardt, Theologe, Amtszeit 1971–1976
- Albrecht Abele, Mathematiker, Amtszeit 1976–1978
- Erich Thies, Philosoph, Pädagoge, Amtszeit 1978–1986
- Horst Hörner, Pädagoge, Amtszeit 1986–1990
- Michael Schallies, Chemiker, Amtszeit 1990–1994
- Ludwig Schwinger, Amtszeit 1994–2002
- Michael Austermann, Amtszeit 2002–2009
- Anneliese Wellensiek, Erziehungswissenschaftlerin, Amtszeit 2009–2015
- Hans-Werner Huneke, Germanist, Amtszeit 2015–2022
- Karin Vach, Germanistin, seit 2022

## Persönlichkeiten

### Ehrendoktorwürde
- Artur Kern, 1987
- Klaus Engelhardt, 1998
- Bettina Hurrelmann, 2012
- Algirdas Gaižutis, 2014

### Ehrensenatoren
- Michael Raubal, 1996
- Klaus Tschira, 2008
- Wolfgang Schwark, 2013

### Ehrenbürger
- Jürgen Frommer, Verwaltungsdirektor 1997
- Karl Kollnig, Rektor, 2001
- Ludwig Merz, Heimatkundler und Stadthistoriker, 2001
- Gerhard Härle, Hochschullehrer, 2017

### Professoren und Lehrende
- Gerhard Bach (von 1971 bis 1996 Professor für Englisch mit dem Schwerpunkt Amerikanistische Literaturwissenschaft)
- Katja Boehme (Professorin für kath. Theologie/Religionspädagogik)
- Maria Böhmer (Staatsministerin bei der Bundeskanzlerin und außerplanmäßige Professorin für Pädagogik)
- Hartmut Breitkreuz (1973–1974 Dozent, von 1974 bis 2002 Professor für Englisch mit dem Schwerpunkt Fachdidaktik Englisch)
- Gerd-Bodo von Carlsburg (Professor für Schulpädagogik)
- Havva Engin (seit 2010 Professur für Allgemeine Pädagogik mit Schwerpunkt der interkulturellen Pädagogik)
- Gernot Gonschorek (pensionierter Dozent für Schulpädagogik)
- Joachim Grabowski (von 1999 bis 2009 Professor für Psychologie)
- Gerhard Härle (bis 2015 Prorektor für Studium, Lehre und Medienentwicklung; aktuell: Leiter der Heidelberg School of Education)
- Martin Hailer (Professor für ev. Theologie/Religionspädagogik)
- Uwe Hericks (bis 2009 Professor für Schulpädagogik)
- Karl Ludwig Holtz (von 1973 bis 2006 Professor für Psychologie in Sonderpädagogischen Handlungsfeldern)
- Max Kläger (von 1971 bis 1990 Professor für Kunstpädagogik; † 2016)
- Alfred Klaus (bis 2012 Professor für Psychologie, pensioniert)
- Theo Klauß (seit 1996 Professor für Geistigbehindertenpädagogik; Bundesvorstandsmitglied der Lebenshilfe)
- Uwe Lohrmann (1964 bis 2000 Dozent für Tonsatz, Orgel und Chorleitung, Leitung des Hochschulorchesters)
- Thorsten Lorenz (Professor für Medienpädagogik und Leiter des Audiovisuellen Medienzentrums)
- Joachim Maier (bis 2009 Professor für Katholische Theologie)
- Ernst Meyer (ehem. Professor für Pädagogik; † 2007)
- Norbert Nagel (Dozent für Schulpädagogik)
- Carlo Schäfer (bis 2015 Deutschdozent und Schriftsteller; † 2015)
- Alexander Siegmund (Professor für Physische Geographie, seit 2022 Prorektor für Forschung, Nachhaltigkeit und Digitalisierung)
- Christian Spannagel (2016–2022: Prorektor für Forschung, IT und Medien)
- Herbert Stettberger (Professor für biblische Theologie, ihre Didaktik, Religionspädagogik und Religionsdidaktik)
- Angelika Strotmann (von 2002 bis 2008 Professorin für Katholische Theologie)
- Johannes-Peter Timm (von 1970 bis 1974 Dozent, von 1974 bis 2000 Professor für Englisch mit dem Schwerpunkt Angewandte Linguistik und Fremdsprachendidaktik)
- Uwe Uffelmann (ehem. Professor für Geschichte und ihre Didaktik)
- John F. Kane (ehem. Professor für Psychologie und Diagnostik bei geistiger Behinderung)
- Herbert Schneider (ehem. Professor für Politikwissenschaft und ihre Didaktik)
- Wolf Rüdiger Wilms (pensionierter Dozent und Professor für Sonderpädagogik)